# 哈馬姆貝尼薩拉赫
36°31′11″N 8°02′03″E / 36.51972°N 8.03417°E
哈馬姆貝尼薩拉赫（阿拉伯语：‎），是阿爾及利亞的城鎮，位於該國東北部塔里夫省，由布哈傑爾區負責管轄，面積212平方公里，海拔高度348米，2008年人口5,235，人口密度每平方公里25人。